# Кафе «Багдад»

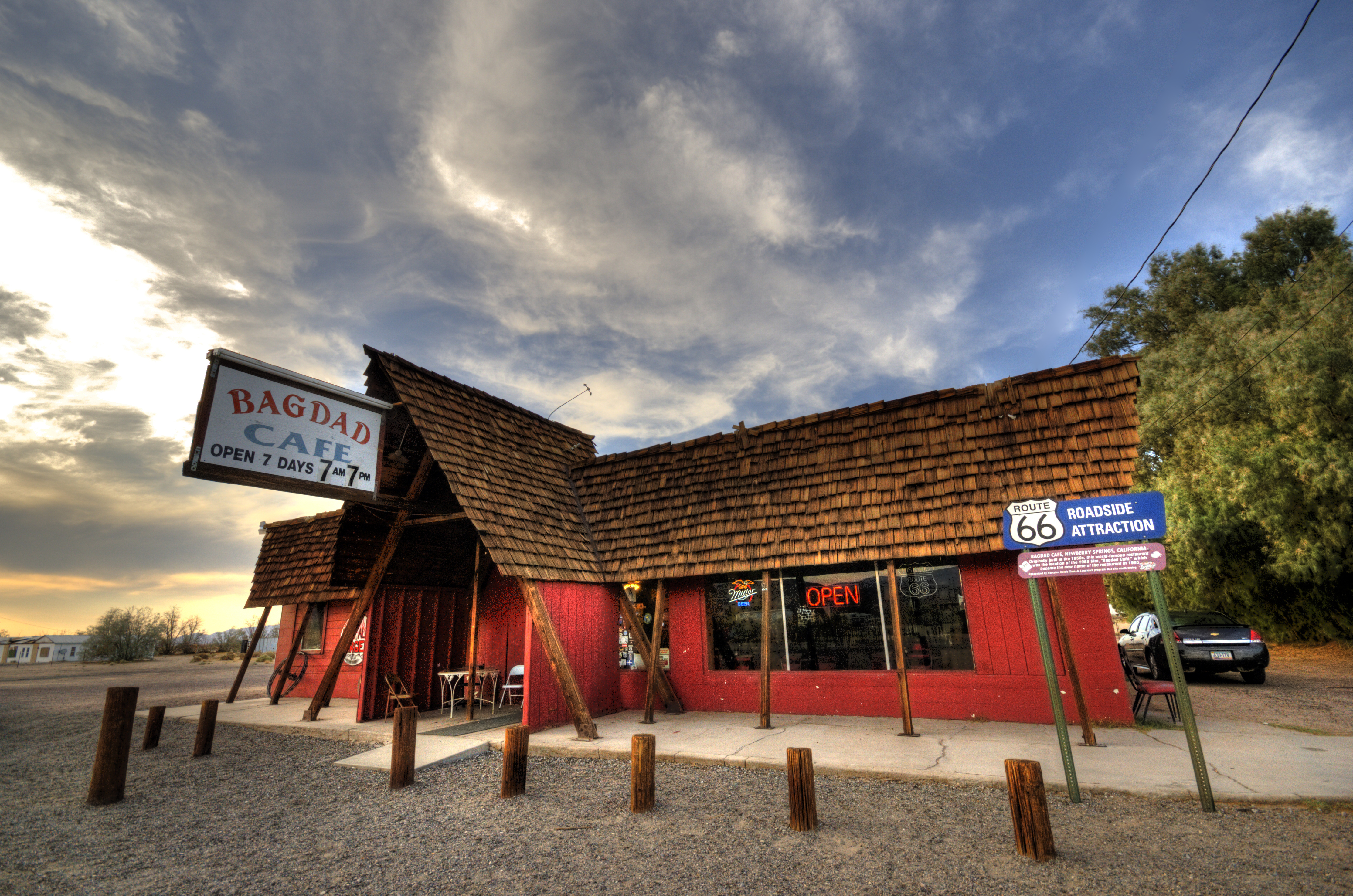
Реальное кафе в местечке Багдад, пустыня Мохаве

«Проездом из Розенхайма» (Out of Rosenheim) — самый известный фильм немецкого режиссёра Перси Адлона (1987, 108 минут). Укороченная 95-минутная версия имела большой успех в международном прокате под названием «Кафе „Багдад“» (Bagdad Café). Главные роли исполняют Марианна Зёгебрехт, Си Си Эйч Паундер и Джек Пэланс.

## Сюжет
По пустыне Мохаве путешествует супружеская пара из баварского Розенхайма. Поссорившись с мужем, дородная бюргерша Ясмин Мюнхгштеттнер оказывается в пустыне одна. Она пешком добирается до «Кафе „Багдад“» — пыльного мотеля, рассчитанного на непритязательных дальнобойщиков. Хозяйка мотеля, негритянка, незадолго до этого тоже поругалась с мужем. Она принимает новоприбывшую настороженно, но постепенно между ними возникает подобие дружбы. Благодаря фрау Мюнхгштеттнер «Кафе „Багдад“» становится самым успешным заведением к югу от Лас-Вегаса.

## Успех
Широкую известность получила баллада Calling You, которую для фильма записала Джеветта Стил. И песня, и звуковая дорожка были представлены на соискание премии «Оскар». Во Франции картина Перси Адлона была удостоена премии «Сезар» в номинации «Лучший иностранный фильм».
В 1990 году телеканал CBS запустил ситком «Кафе „Багдад“», где роль Ясмин исполняла Джин Стэплтон, а роль хозяйки кафе — Вупи Голдберг. Главная героиня в этой версии — не немка, а обычная американка. Низкие рейтинги вынудили телеканал свернуть проект после показа 15-й серии.